# Campionat d'Espanya de trial 1998
La temporada de 1998 del Campionat d'Espanya de trial fou la 31a edició d'aquest campionat, organitzat per la Reial Federació Motociclista Espanyola. El calendari oficial constava de 7 proves puntuables, celebrades entre el 22 de febrer i el 18 d'octubre. 3 de les proves programades es disputaren als Països Catalans: Trial de Mallorca a Calvià (1 de març), Trial de l'Anoia a Igualada (4 d'octubre) i Trial de València a Picassent (la darrera, el 18 d'octubre).

## Classificació final
Font:
| Posició | Pilot               | Motocicleta | Punts |
| ------- | ------------------- | ----------- | ----- |
| 1       | Marc Colomer        | Montesa     | 122   |
| 2       | David Cobos         | Gas Gas     | 105   |
| 3       | Marcel Justribó     | Gas Gas     | 98    |
| 4       | Albert Cabestany    | Beta        | 88    |
| 5       | Marc Freixa         | Gas Gas     | 82    |
| 6       | Amós Bilbao         | Gas Gas     | 81    |
| 7       | Jordi Pascuet       | Montesa     | 64    |
| 8       | José Manuel Alcaraz | Montesa     | 58    |
| 9       | Joan Pons           | Gas Gas     | 50    |
| 10      | Marc Catllà         | Gas Gas     | 45    |

## Categories inferiors
| Categoria    | Guanyador          | Motocicleta |
| ------------ | ------------------ | ----------- |
| Sènior B     | Jordi Pascuet      | Montesa     |
| Sènior C     | Santi Serra        | Beta        |
| Veterans A   | Joan Solé          | Montesa     |
| Veterans B   | Carles Casas       | Gas Gas     |
| Júnior       | José M. de Vicente | Gas Gas     |
| Cadets       | Oriol Vila         | Gas Gas     |
| "Autonomías" | Catalunya          | -           |